# Przegląd Antropologiczny
Przegląd Antropologiczny – indeksowane, antropologiczne czasopismo naukowe, będące organem wydawniczym Polskiego Towarzystwa Antropologicznego.

## Historia
Pierwszy tom czasopisma wydano w 1926 roku (uchwałę o jego wydawaniu podjęto na zebraniu założycielskim 12 listopada 1925 roku). Od 1926-1935 roku wydawanie czasopisma napotykało znaczne trudności finansowe, przede wszystkim z uwagi na małą liczbę członków towarzystwa jak i niskie składki członkowskie. Wydanie pierwszego tomu wspomógł finansowo Romuald Wierzbicki, wydawca poznańskich Nowin Lekarskich, w związku z czym, początkowo kwartalnik był bezpłatnym dla prenumeratorów dodatkiem do tego czasopisma. Następnie, dzięki staraniom pierwszego redaktora naczelnego, profesora Adama Wrzoska, ofiarodawcom i społecznie działającym autorom tekstów, udawało się wydawać pismo w liczbie czterech zeszytów rocznie. W 1938 roku, dzięki staraniom prof. Jana Czekanowskiego, uzyskano regularne subwencje z Funduszu Kultury Narodowej. W tym samym roku czasopismo stało się organem Polskiego Towarzystwa Antropologicznego. Do 1939 roku wydano łącznie dwanaście tomów i jeden zeszyt tomu trzynastego.
Okupant niemiecki nie zezwalał na kontynuowanie działalności pisma, więc wydawanie wznowiono dopiero w 1947 roku, kiedy to wydrukowano tom czternasty. Niewłaściwa, według komunistów, podstawa ideologiczna prof. Wrzoska zaowocowała zdjęciem go ze stanowiska redaktora naczelnego (został członkiem komitetu redakcyjnego). Od 1953 roku pismu przewodził prof. Jan Mydlarski, a redakcję przeniesiono z Poznania do Wrocławia (1955). W tomie 21 na okładce ukazało się po raz pierwszy logo PTA. W 1957 roku redakcja powróciła do Poznania a redaktorem naczelnym został prof. Michał Ćwirko-Godycki. Czasopismo wychodziło w formie jednego tomu złożonego z dwóch zeszytów.
W 1997 roku, z inicjatywy prof. Jana Strzałko, podjęto uchwałę o umiędzynarodowieniu czasopisma i wydawaniu go zarówno w języku polskim jak i angielskim. Powołano też międzynarodową radę redakcyjną i dodano tytuł anglojęzyczny: Anthropological Review. Profesor Strzałko wprowadził też język angielski do publikacji, pozostawiając jedynie streszczenia prac, kroniki i sprawozdania w języku polskim. Wszystkie te działania sprawiły, że powiększyło się grono czytelników, a pismo zostało wprowadzone do międzynarodowych baz indeksujących. W roku 2001 ożywiono szatę graficzną, a w 2007 usunięto z tytułu nazwę polską i pozostawiono wyłącznie angielską. Od roku 2008 pismo zyskało wersję elektroniczną. Dotąd wychodzą dwa zeszyty rocznie. Jest to jedyne naukowe czasopismo antropologiczne na rynku polskim które ostało się z kilku wcześniej wydawanych i jest rozsyłane do około 250 instytucji naukowych na świecie. Na jego łamach ukazywała się między innymi bibliografia polskiej antropologii.

## Indeksowanie
Pismo umieszczone jest i indeksowane w następujących międzynarodowych bazach danych:
- Index Copernicus,
- IBBS,
- Scopus,
- Zoological Record,
- Biological Science Journals,
- Health and Medical Complete,
- Illustrata,
- Natural Science Journals,
- Psychology Journals,
- Sci Tech Journals,
- Social Science Journals,
- Sustainabilty Science Collection[2].

## Redaktorzy naczelni
Redaktorami naczelnymi czasopisma byli kolejno:
- prof. Adam Wrzosek (1926-1948),
- prof. Jan Mydlarski (1953-1959),
- prof. Michał Ćwirko-Godycki (1960-1977),
- prof. Tadeusz Dzierżykray-Rogalski (1978-1984),
- prof. Zbigniew Drozdowski (1985),
- prof. Jan Strzałko (1986-2011),
- prof. Maria Kaczmarek (od 2012)[2].